# Radiotelevisió eslovena
La Radiotelevisió eslovena (en eslovè Radiotelevizija Slovenija), també coneguda per les sigles RTVSLO, és la companyia de radiodifusió pública d'Eslovènia. Va ser fundada en 1928 i actualment gestiona tres canals de televisió (TV SLO 1, TV SLO 2 i TV SLO 3), tres cadenes nacionals de ràdio (Prvi program, Val 202 i ARS), un senyal internacional, dos estudis regionals i un lloc web multimèdia.
El grup va formar part de la radiotelevisió iugoslava fins a 1991, quan Eslovènia es va independitzar. La seva seu central es troba a Ljubljana i compta amb centres de producció a Maribor, que elabora continguts per a la minoria lingüística hongaresa, i a Koper, per a la població de parla italiana. La programació compleix un servei públic i ha d'oferir continguts representatius de tot el país.
És membre de la Unió Europea de Radiodifusió des de 1993.

## Història
L'actual Radiotelevisió eslovena (RTVSLO) va començar l'1 de setembre de 1928 amb la primera emissió en proves de Ràdio Ljubljana, que es va fer regular el 28 d'octubre del mateix any. Durant la Segona Guerra Mundial els seus repetidors van ser destruïts i l'emissora va ser ocupada pels soldats italians, però l'activitat va tornar a la normalitat amb el restabliment de Iugoslàvia en 1945. Des de llavors va ser integrada en la radiotelevisió iugoslava (JRT).
L'1 d'abril de 1949 es van dur a terme les primeres emissions de televisió, però el servei no va ser inaugurat fins al 28 de novembre de 1958 com a Televizija Ljubljana. El nou mitjà va tenir un ràpid desenvolupament, en col·laboració amb altres cadenes de la xarxa iugoslava. L'informatiu en eslovè es va emetre per primera vegada el 15 d'abril de 1968.
A diferència d'altres emissores iugoslaves, la radiotelevisió de Ljubljana va desenvolupar cadenes específiques per a les minories lingüístiques. En 1970 es va crear el segon canal de televisió eslovè i un any després van començar les emissions de TV Koper Capodistria, amb seu a Koper. Encara que estava dirigida en exclusiva als parlants italians de la regió d'Ístria, el seu senyal també podia captar-se en algunes regions italianes, on va trencar el monopoli que fins aleshores ostentava la RAI. Les emissions van començar en 1972 i no es van consolidar fins a 1975.
En 1990, l'empresa va canviar el seu nom de RTV Ljubljana a l'actual Radiotelevizija Slovenija. Eslovènia va ser el primer estat que va declarar la seva independència de Iugoslàvia el 25 de juny de 1991 i poc temps després, RTVSLO es va deslligar de la radiotelevisió iugoslava. L'1 de gener de 1993 va ingressar a la Unió Europea de Radiodifusió. En un nou panorama audiovisual marcat per l'aparició de mitjans de caràcter comercial, RTVSLO va haver de reforçar el seu paper de servei públic i va iniciar un procés de digitalització, consolidat amb la creació en 2001 del servei multimèdia MMC (Multimedijski center). En 2008 va començar a emetre en alta definició a través de la televisió digital terrestre.

## Organització

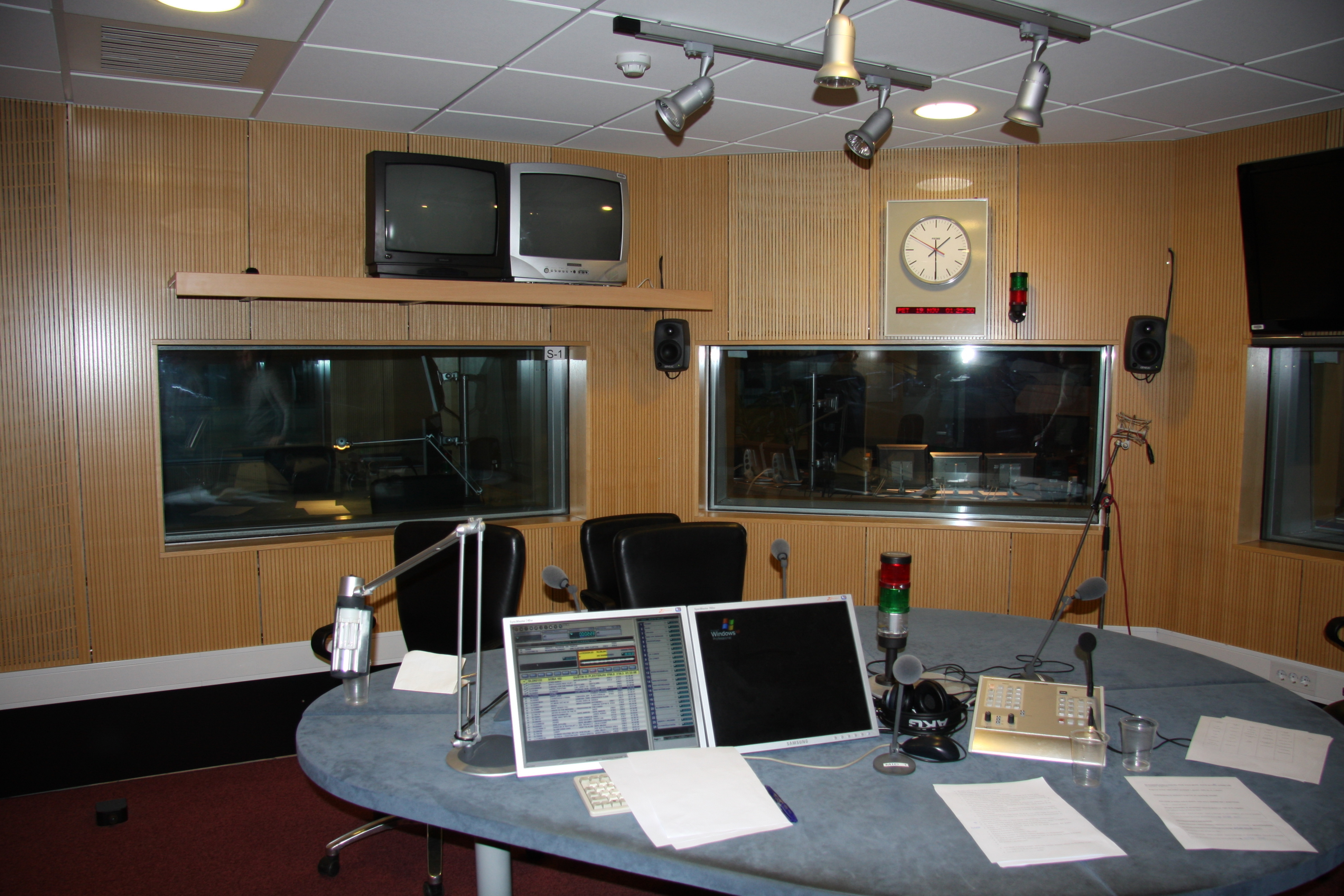
Estudis de la ràdio eslovena a Ljubljana.

Radiotelevizija Slovenija (RTVSLO) és una empresa pública estatal, controlada per un Consell de Programació format per 29 membres, nomenats entre l'Assemblea Nacional i diferents estaments de la societat civil eslovena per a un mandat de quatre anys. Aquest Consell elegeix al director general, que després serà ratificat pel Parlament. L'actual director general és Marko Filli. Per sota es troba el Consell Supervisor, format per 11 membres triats entre el Govern, l'Assemblea Nacional i els treballadors de l'entitat. RTVSLO es finança principalment a través d'un impost directe i també percep ingressos per la venda de publicitat, l'emissió de la qual està limitada.
Segons el primer article de la Llei de Radiotelevizija Slovenija, aprovada al novembre de 2005, el grup és una «institució pública d'especial importància cultural i nacional» i amb vocació de servei públic, que ha de cobrir les necessitats democràtiques, socials i culturals d«els ciutadans de la República d'Eslovènia, els eslovens de tot el món, les minories nacionals eslovenes a Itàlia, Àustria i Hongria, i la minoria hongaresa en territori eslovè». A més, ha d'assegurar-se l'autonomia institucional i independència editorial de la radiotelevisió pública, així com dotar-la del pressupost necessari.
Sobre el control de la radiotelevisió pública s'han celebrat dos referèndums. En 2005, l'executiu de Janez Janša va impulsar una reforma de la Llei de RTVSLO per a augmentar el control del Govern sobre l'elecció de membres del Consell de Programació, aprovada per un estret marge. Cinc anys després es va fer una altra consulta amb un objectiu similar, que en aquesta ocasió va ser rebutjada pel 72% dels votants.
Els estudis centrals es troben en Ljubljana, la capital del país. A més existeixen dos centres territorials per a cobrir les necessitats de les minories lingüístiques del país. La població de parla hongaresa compta amb un centre territorial a Maribor que gestiona una ràdio i un canal de televisió. I en el cas de la població de parla italiana, hi ha un centre territorial a Koper amb la mateixa comesa.
La imatge corporativa de RTVSLO està basada en l'escultura «Nen amb una flauta» de l'artista eslovè Zdenko Kalin.

## Ràdio
RTVSLO manté actualment vuit emissores de ràdio, de les quals tres emeten a nivell nacional, una és internacional i la resta són cadenes regionals. Tots els canals poden escoltar-se a Internet.
Emissores nacionals
- Radio Prvi: emissora generalista amb informació, entreteniment i cobertura d'esdeveniments especials. El seu eslògan és Vedno Prvi, que en eslovè significa "Sempre primer".
- Val 202: dedicada als joves, compta amb programes d'entreteniment i musicals. També té butlletins informatius. Començà a radiar el 16 de juny de 1972.
- Program Ars: Emissora cultural i de música clàssica. Va entrar a l'aire en 1969.

Emissores regionals
- Radio Koper: cobertura al Litoral eslovè. Emet en eslovè. Va entrar a l'aire el 25 de maig de 1949.
- Radio Capodistria: cobertura en el Litoral eslovè i la regió d'Ístria. Emet en italià. Va entrar a l'aire el 25 de maig de 1949.
- Radi Maribor: cobertura al nord-oest eslovè. Emet en eslovè.
- Muravidéki Magyar Rádió (MMR): cobertura a Prekmurje. Emet en hongarès.

Emissores internacionals
- Ràdio Eslovènia Internacional: també coneguda com a Radio Si. La seva seu es troba a Maribor i emet programació tant per a la diàspora eslovena com per als estrangers que resideixen al país.

## Televisió
RTVSLO gestiona cinc canals en la televisió digital terrestre, dels quals tres són de cobertura nacional i dues són regionals. El primer i el segon canal tenen a més versió en alta definició.

### Cadenes nacionals
- TV SLO 1: Anteriorment conegut com a TV Ljubljana, va començar les seves emissions el 28 de novembre de 1958. La seva programació és generalista i és la principal televisió del grup.
- TV SLO 2: Dedicat a la cobertura d'esdeveniments esportius, programació cultural i altres espais sense cabuda en el primer canal. Va començar les seves emissions en 1970.
- TV SLO 3: Va començar les seves emissions en 2008. És un canal informatiu que retransmet les sessions del parlament eslovè i les seves comissions.

### Cadenes regionals
- TV Koper Capodistria: Canal dirigit a la minoria lingüística italiana, va començar les seves emissions en 1971. La seva seu es troba a Koper. Emet en eslovè i italià.
- TV Maribor: Canal regional amb seu a Maribor, emet en eslovè i hongarès. Va començar les seves emissions en 1968.